# 長蛇座LO
長蛇座LO，又名BD-02 2581，HD 71663、SAO 135958、HR 3337，是長蛇座的一颗恒星，视星等为6.39，位于銀經226.88，銀緯20.2，其B1900.0坐标为赤經8h 23m 26.3s，赤緯-2° 20.2′ 8″。